# Elephantomyia pertenuis
Elephantomyia pertenuis är en tvåvingeart som beskrevs av Alexander 1970. Elephantomyia pertenuis ingår i släktet Elephantomyia och familjen småharkrankar.
Artens utbredningsområde är Dominica. Inga underarter finns listade i Catalogue of Life.